# Parque Natural Estoril
O Parque Natural Estoril, de São Bernardo do Campo, é uma unidade de conservação da Mata Atlântica, da Represa Billings e da fauna silvestre. O parque tem cerca de 373 000 m² de área total. Mais de 90% de sua área é ocupada por fragmento da Mata Atlântica preservada, tendo por objetivo a preservação de fauna e flora, proteção do manancial, educação ambiental, ecoturismo e a valorização do conhecimento ecológico local.
O Estoril abriga o Zoológico Municipal, a Escola Livre de Sustentabilidade, museu de arte ao ar livre e são frequentes as atividades de educação ambiental. São oferecidas visitas monitoradas para escolas e grupos.
O parque é aberto à visitação de quarta a domingo, das 9h às 17h.

## História
Em 1953, a Prefeitura de São Bernardo do Campo, por intermédio do prefeito Lauro Gomes, fez um acordo entre a empresa Light Company que possuía um terreno de 60 mil m² situado na região do bairro Estoril, em São Bernardo, para a construção de um parque. Em 1954, tiveram início a organização dos bosques, construção do acesso ao terreno, os primeiros quiosques, sanitários e um poço para abastecimento. Assim que foram finalizadas as obras, o parque foi inaugurado. Em novembro de 2013, o parque foi transformado em Unidade de Conservação, garantindo assim a preservação da fauna e da flora local, bem como a preservação dos recursos naturais existentes. Houve a alteração do nome para Parque Natural Municipal Estoril - Virgílio Simionato.

## Atrações do parque
- Mata Atlântica
- Trilhas para caminhada
- Represa Billings
- Pedalinhos, standup e caiaque
- Área de banho
- Teleférico
- Viveiro escola
- Jardim sensorial
- Zoológico
- Área de piquenique
- Quiosques e barracas de alimentação

## Zoológico Municipal
Inaugurado em 5 de outubro de 1985, o zoológico do Parque Estoril possui cerca de 270 animais de 70 espécies como, anta, tamanduá-mirim, papagaio-de-peito-roxo, tucano-de-bico-verde, jacaré-de-papo-amarelo, jiboia, jabuti e espécies ameaçadas de extinção como a jaguatirica, o tamanduá-bandeira e o papagaio chauá. Paralelo ao trabalho de exposição ao público, o zoológico oferece atividades de educação ambiental e treinamento para a polícia e para as guardas municipais ambientais.